# Peter Waldemar Julius af Gyldenfeldt
Peter Waldemar Julius af Gyldenfeldt (4. januar 1831 i København – 24. juni 1902) var en dansk forstmand.
Han var søn af Niels Sehested af Gyldenfeldt og Catharine Marie f. Sørensen. Gyldenfeldt blev 1857 forstkandidat, 1860 forstassistent i statsskovene, 1862 jagtjunker, 1882 skovtaksator. Han har skrevet en række forstlige afhandlinger, især om træmåling samt skovbrugets økonomi og statistik; de fleste findes i Tidsskrift for Skovbrug, hvis bind VIII-X Gyldenfeldt udgav i forening med P.E. Müller. Desuden har han gjort sig fortjent som udgiver af C.D.F. Reventlows Forslag til en forbedret Skovdrift (1879) og af Statistiske Oplysninger om Statsskovene i Danmark (1888). Gyldenfeldt døde 24. juni 1902. Med ham døde den ene af de to linjer af slægten Gyldenfeldt.